# Damiana Sette
Maria Monserrata Damiana Sette (Villagrande Strisaili, 5 maggio 1877 – Villagrande Strisaili, 25 febbraio 1985) è stata una centenaria italiana, per oltre vent'anni considerata tra le persone più anziane mai vissute in Italia.
Nativa di Villagrande Strisaili, uno dei comuni della Zona blu, nell'area settentrionale dell'Ogliastra, sulla costa orientale sarda, fu per lungo tempo ritenuta una supercentenaria tra le più longeve mai vissute in Italia, sino a che un'indagine sul suo caso condotta da alcuni demografi non dimostrò fosse nata circa due anni più tardi di quanto si credeva. Oggi il suo caso è visto come uno dei più illuminanti nel campo della validazione e dell'accertamento dell'età reale degli individui super-longevi.

## Biografia
Maria Monserrata Damiana Sette nacque il 5 maggio 1877 a Villagrande Strisaili, alle ore 7 antimeridiane. Era figlia di Pietro Sette, nato nel 1835, e di Monserrata Pirroni, venuta alla luce nel 1844; i due genitori erano convolati a nozze il 29 novembre 1866 nel paese nativo della bambina.
Crebbe in un contesto "frugale" e povero; sin dalla prima infanzia venne avviata, come tutte le coetanee femmine, a lavori manuali, anche pesanti. Raccontava che a 5 anni imparò a filare, tanto da recarsi a scuola con il fuso tra le mani. In età infantile, quando i genitori lasciavano la casa, si curava dei fratelli minori, e i loro pasti erano costituiti da «una manciata» di fave secche, che per i più piccoli era costretta a ridurre in poltiglia.
Frequentò le scuole elementari per un solo giorno, rimanendo per sempre analfabeta, recandosi poi a servizio a 7 anni presso un probabile parente della madre, di cognome Pirroni; lì riceveva un salario di 1 lira e 50 centesimi.
Qualche anno più tardi si recò a servizio di un'altra famiglia paesana abbiente, ma a circa vent'anni divenne dipendente di una famiglia benestante. Di questo periodo raccontava numerosi aneddoti, tra i quali uno collegato all'abitudine delle inservienti di consumare il caffè d'orzo. La sua padrona aveva l'abitudine di preparare la bevanda in due caffettiere differenti: quella destinata alla famiglia, ne conteneva una più costosa, mentre quella destinata alla servitù quella ricavata, appunto, dall'orzo. In un'occasione i figli della "padrona" di Damiana Sette scambiarono i caffè; la signora si lamentò del gusto di ciò che stava consumando, domandando chi avesse attuato lo scambio. I figli ammisero il fatto, rinfacciandole però l'ingiustizia con cui trattava la servitù (is theraccas), che beveva un caffè di seconda scelta. A partire da quel momento, anche la Sette consumò del caffè «vero».
Nello stesso periodo Damiana Sette ricevette una proposta di matrimonio da un cittadino villagrandese benestante, di cui rimase incinta. Il matrimonio tuttavia non avvenne, e la donna crebbe da sola la figlia Angela, venuta alla luce nel 1908. Visse per 16 anni a casa del fratello Salvatore, di quasi nove anni più giovane. Egli gestiva un'attività di generi alimentari, e Damiana Sette collaborava alla produzione del pane. In quel periodo superò sia la febbre spagnola che la malaria, conservando la sua salute ottima sino agli ultimi anni. Durante la propria vita praticò comunque un grande numero di mestieri, e, oltre quelli già indicati, lavorò come tessitrice, con compensi vari.
In vecchiaia continuò a recitare un grande numero di poesie, sia in occasioni festive che funebri. Poiché la si reputava nata nel 1874, agli affermati 107 anni venne considerata nuova Decana d'Italia. Quando raggiunse "108 anni", durante i festeggiamenti, salì sul palco allestito per l'occasione, ballando alla sarda; in quell'occasione le venne donato un suo busto, mentre il vescovo di Lanusei, Salvatore Delogu, le regalò un rosario, che la centenaria conservò sino alla morte. Gli eventi che la riguardavano ottennero visibilità regionale e nazionale.
L'8 agosto 1984 venne reputato il suo 110º compleanno, e vi furono notevoli festeggiamenti; furono presenti migliaia di persone provenienti dalla Sardegna e non, tra i quali il Prefetto di Nuoro, il Questore, il Commissario, il Comandante della Compagnia dei Carabinieri di Lanusei, il Presidente della Regione Sardegna Angelo Rojch, il Presidente della Provincia, il Presidente della Comunità Montana e Giovanni Sette, ex-Presidente della Corte d'Appello di Cagliari, nonché nipote della centenaria. Per l'occasione venne invitato il "decano d'Italia", Giuseppe de Bonis, nativo di Pietragalla. Le furono portati auguri scritti anche dal Presidente della Repubblica Italiana Sandro Pertini e dal Papa, Giovanni Paolo II.

### Morte
La centenaria morì nella casa della figlia Angela, a Villagrande Strisaili (nella quale si era trasferita nel 1951 a seguito del crollo dell'abitazione dove era nata), il 25 febbraio 1985. Considerata tra le persone più anziane del mondo, si affermava avesse "quasi 111 anni"; la notizia della sua morte venne annunciata nelle reti televisive e nei giornali di tutta Italia. Ai suoi funerali parteciparono migliaia di persone, e alla sua famiglia giunsero condoglianze da parte delle massime cariche dello stato, tra le quali Francesco Cossiga, futuro Presidente della Repubblica e all'epoca Presidente del Senato.

## Invalidazione dell'età
Per accertare la validità dell'età di Damiana Sette, i ricercatori del progetto AKEA (studio scientifico nato per accertare l'evoluzione della longevità a livello della popolazione sarda) utilizzarono il certificato di nascita risalente all'11 agosto 1874, intestato alla neonata Maria Angelica Damiana Sette, venuta alla luce l'8 agosto alle ore «undici antimeridiane» e figlia di Pietro Sette e Monserrata Pirroni. Tale certificato, accompagnato da quello di morte, fu successivamente rintracciato dagli studiosi Gianni Pes (professore all'Università di Sassari) e Michel Poulain (professore dell'Université catholique de Louvain), i quali inserirono lo stadio di validazione dell'età della donna al livello C, quando cioè vi sono delle evidenze che supportano la data di nascita affermata.
Per portare il livello di conferma al massimo (A++) si procedette alla visione di tutti i documenti dell'Anagrafe risalenti al periodo, in modo da effettuare un'affidabile ricostruzione familiare. A seguito dello spoglio dei certificati di morte e di nascita, effettuato da Poulain con l'assistenza della dott.sa Luisa Salaris, apparve evidente che la bambina nata l'8 agosto 1874 non fosse la stessa persona deceduta 110 anni dopo, ma una sua sorella maggiore, morta il 10 giugno 1876 alle ore «antimeridiane nove e minuti quarantacinque». La confusione fu dettata dall'estrema somiglianza dei nomi delle bambine (Maria Angelica Damiana e Maria Monserrata Damiana) le quali nacquero in un periodo abbastanza vicino. Tale procedura, risoltasi con l'invalidazione dell'età della donna, accertò avesse in realtà 107 anni.